# Schwärzepilze

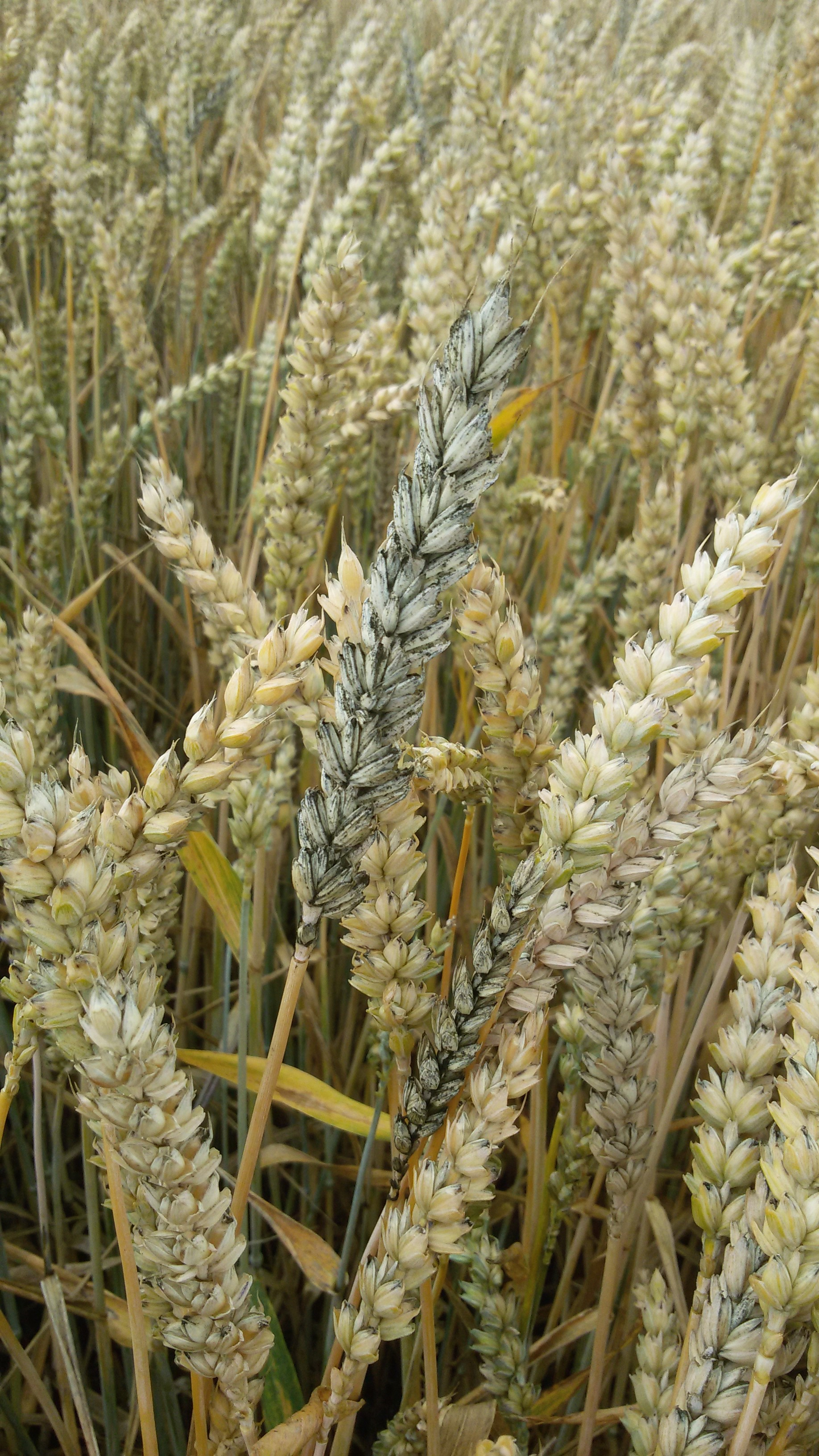
Weizenähre mit Schwärzepilzen

Die Schwärzepilze (Dematiaceae) sind eine Formfamilie innerhalb der Fungi imperfecti. Da es sich bei der Einteilung um ein sogenanntes Formtaxon handelt, sind die in ihr enthaltenen Gattungen nicht natürlich miteinander verwandt, sondern ähneln sich nur in ihrer Biologie und Morphologie.
Alle Schwärzepilze sind in erster Linie Saprophyten, die sich von abgestorbener organischen Masse ernähren. Sie durchlaufen keine sexuelle Fortpflanzung und haben durch Melanin dunkel gefärbte Konidien. Ihr dadurch meist schwärzlicher Pilzrasen gab der Form-Familie ihren Namen.
Viele Schwärzepilze finden sich als Schimmelpilze in Wohnungen. In der Landwirtschaft besiedeln sie abgereifte Pflanzen oder treten  als Pathogene auf. Im Getreideanbau verfärben sich besonders in feuchten Jahren mit verzögerter Ernte ganze Bestände grau und die Qualität des Ernteguts kann vermindert sein (Mykotoxine).

## Gattungen
In der Formfamilie der Dematiaceae (Schwärzepilze) finden sich zahlreiche Gattungen. Da die Einteilung in erster Linie auf Grund der Biologie und Morphologie der Pilze vorgenommen wurde, kann sie sich je nach Erkenntnisstand ändern, z. B. wenn bei einer Gattung eine geschlechtliche Vermehrungsform gefunden wird (die taxonomische Einteilung von Pilzen erfolgt vorrangig nach ihrer sexuellen Form).
Wichtige Vertreter sind unter anderem:
- Alternaria
- Cercospora
- Cladosporium
- Helminthosporium1)
- Stemphylium1)

1) Für einige Gattungen wurden mittlerweile sexuelle Formen nachgewiesen. Ihre offizielle Einteilung erfolgt daher in anderen Familien. Ihre weitere Nennung in der Formfamilie der Schwärzepilze hat traditionelle Gründe oder beruht darauf, dass ihre sexuelle Form bislang nur unter Laborbedingungen nachweisbar war.

## Schadwirkung
Alle Gattungen und Arten der Schwärzepilze besiedeln als Destruenten (Saprophyten) abgestorbene Pflanzenteile. Sie können aber auch Baustoffe und Nahrungsmittel zersetzen und so als Schimmelpilze Menschen schädigen.
Bei Pflanzen treten einige von ihnen auch als Pathogene auf. Darunter fallen einige bedeutende Pflanzenkrankheiten wie
- Sprühfleckenkrankheit der Kartoffeln (Alternaria-Krankheit)
- Blattdürre an Mais (Helminthosporium)
- Schwarzfleckenkrankheit der  Birne (Stemphylium vesicarium)
- Blattfleckenkrankheit der Zuckerrübe (Cercospora beticola)

### Schwärzepilze im Getreideanbau

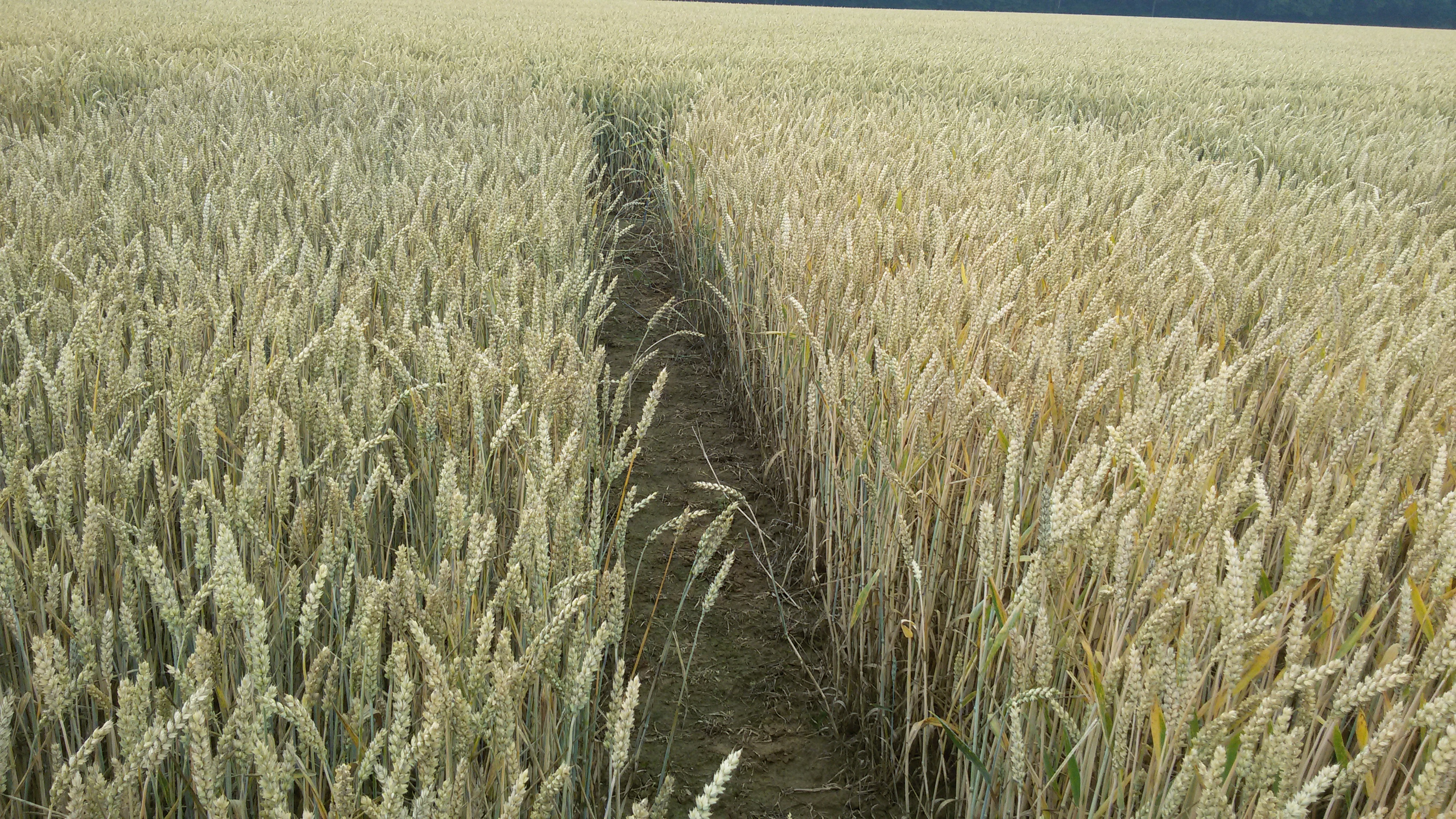
Versuchsfläche im Weizen mit Schwärzepilzen, rechts mit Fungiziden behandelt, links unbehandelte Kontrolle

Viele Arten und Gattungen der Schwärzepilze besiedeln Getreide wie Weizen, Roggen oder Gerste. Sie sind nicht fähig, lebende Pflanzenteile aktiv zu infizieren, aber alle Getreidearten sterben im Verlauf ihrer natürlichen Abreife ab. Die Pilze ernähren sich von dem toten Stroh und den mit Stärke und Nährstoffen gefüllten Körnern in den Ähren. Unter normalen Wuchs- und Erntebedingungen fällt diese Besiedelung nicht ins Gewicht. Die Pilze treten erst später als Zersetzer der Erntereste im Boden in Erscheinung. Dort sind sie ein wichtiger Bestandteil der Nährstoffkreisläufe.
In feuchten Jahren, wenn die Wuchsbedingungen für die Pilze gut sind und die Ernte sich wegen der Nässe zum Teil um Wochen verzögert, kann es aber zu einer explosionsartigen Vermehrung kommen. Flächen mit Lager (niedergeschlagenen Getreidehalmen) sind besonders betroffen. In diesem Fall verfärbt sich der gesamte Bestand durch die Bildung des dunklen Schimmelrasens aus Myzel und Konidienträgern gräulich. Die Intensität der Schwarzfärbung nimmt zu, je länger die Pilze auf den Pflanzen wachsen. Die Ertragseinbußen (quantitativer Schaden) sind in der Regel kaum nachweisbar, da die Pilze erst nach Ende der Kornfüllung auftreten. Einige Arten können aber Mykotoxine bilden, weshalb sich die Qualität des Ernteguts mit zunehmendem Schwärzebefall verschlechtert.
Der Schwärzebefall wird im Wesentlichen durch einen gesunden Getreidebestand und eine rechtzeitige Ernte eingedämmt. In Jahren mit hohem Befallsdruck kann auch eine Ährenbehandlung mit Fungiziden vorgenommen werden.
Auch im Nacherntebereich, insbesondere wenn es sekundär durch temperaturbedingte Kondenswasserbildung in Siloanlagen oder Transportschiffen kommt, können  Schwärzepilze sich explosionsartig vermehren und durch Mykotoxinbildung Getreide sowohl für menschlichen als auch tierischen Verzehr ungeeignet machen.
Der Purpurbraune Mutterkornpilz, der insbesondere beim Roggen im schwarzvioletten Mutterkorn erkennbar werden kann, ist eine Schlauchpilzart, die nicht zu den Schwärzepilzen gehört.